# Astragalus cymbicarpos
Astragalus cymbicarpos är en ärtväxtart som beskrevs av Felix de Silva Avellar Brotero. Astragalus cymbicarpos ingår i släktet vedlar, och familjen ärtväxter. Inga underarter finns listade i Catalogue of Life.